# Comhairle nan Eilean Siar
Comhairle nan Eilean Siar és el Consell de govern local de les Hèbrides Exteriors (en gaèlic escocès Na h-Eileanan Siar). És l'únic consell de govern local d'Escòcia que té un nom només en gaèlic escocès, amb la Local Government Act del 1997 l'antic Western Isles Council va ser substituït pel Comhairle nan Eilean Siar i les illes van adoptar el nom gaèlic de Na h-Eileanan Siar, fins i tot en un context en llengua anglesa. Aquestes illes es caracteritzen per tenir la llengua gaèlica com a majoritària. Les Hèbrides Exteriors formen un arxipèlag on les illes més grans són Lewis i Harris, North Uist, Benbecula, South Uist i Barra. Al sud de Barra s'agrupen les illes Barra, que inclouen les Mingulay i Vatersay. El territori del consell té una extensió de 3.071 km² i 26.350 habitants (2006).